# Ижевский сельский округ (Акмолинская область)
Иже́вский се́льский окру́г (каз. Ижевск ауылдық округі) — административная единица в составе Аршалынского района Акмолинской области.
Административный центр — село Ижевское. 

## География
Административно-территориальное образование расположено в центральной части Аршалынского района. В состав сельского округа входит 2 населённых пункта. 
Граничит с землями административных единиц:
- сельский округ Арнасай — на севере,
- сельский округ Турген — на востоке,
- Акбулакский сельский округ — на юге,
- сельский округ Жибек Жолы — на западе,

Территория сельского округа расположена на казахском мелкосопочнике. Рельеф местности в основном представляет из себя равнину с малыми возвышенностями. Перепад высот незначительны; средняя высота округа — около 430 метров над уровнем моря.
Климат холодно-умеренный, с хорошей влажностью. Среднегодовая температура воздуха положительная и составляет около +3,8°С. Среднемесячная температура воздуха в июле достигает +19,8°С. Среднемесячная температура января составляет около -14,3°С. Среднегодовое количество осадков составляет около 445 мм. Основная часть осадков выпадает в период с мая по август.
Через территорию сельского округа с юга на север проходят железная дорога «Астана — Караганда» и автодорога М-36 «Граница РФ (на Екатеринбург) — Алматы, через города Костанай, Астана, Караганда».

## История
В 1989 году существовал как — Ижевский сельсовет (село Ижевское, станция Шептекуль).
В периоде 1991—1998 годов, Ижевский сельсовет был преобразован в сельский округ.

## Население
| Численность населения | Численность населения | Численность населения |
| 1989                  | 1999                  | 2009                  |
| --------------------- | --------------------- | --------------------- |
| 2667                  | ↘2300                 | ↘1962                 |

## Состав
| № | Населённый пункт | Тип населённого пункта       | Население, 1989 | Население, 1999 | Население, 2009 |
| - | ---------------- | ---------------------------- | --------------- | --------------- | --------------- |
| 1 | Ижевское         | село, административный центр | 2 506           | 2 175           | 1 912           |
| 2 | Шоптиколь        | станция                      | 161             | 125             | 50              |

## Местное самоуправление
Аппарат акима Ижевского сельского округа — село Ижевское, улица Мира, 17.
- Аким сельского округа — Чернов Дмитрий Николаевич[1].